# Aptesis anaulus
Aptesis anaulus är en stekelart som beskrevs av Henry Keith Townes, Jr. 1962. Aptesis anaulus ingår i släktet Aptesis och familjen brokparasitsteklar. Inga underarter finns listade.